# Plecia femorata
Plecia femorata är en tvåvingeart som beskrevs av Macquart 1838. Plecia femorata ingår i släktet Plecia och familjen hårmyggor. Inga underarter finns listade i Catalogue of Life.